# 拉貝列薩
拉貝列薩是哥倫比亞的城鎮，位於該國東北部，由桑坦德省負責管轄，距離首都波哥大142公里，始建於1928年，面積355平方公里，海拔高度2,453米，2005年人口6,838。
5°51′41″N 73°58′06″W / 5.86139°N 73.9683°W